# 上林成行
上林 成行（うえばやし なりゆき、1949年11月1日 - ）は、愛知県宝飯郡音羽町出身の元プロ野球選手（投手）。近鉄バファローズに在籍。ドラフトで3回指名を拒否し4回目で入団した。ドラフト指名回数としては藤沢公也（5回指名、4回入団拒否）に次いで多い。

## 来歴・人物
愛知県立国府高等学校では、1967年春季中部大会県予選準決勝に進むが、愛知商に敗退。同年に南海ホークスにドラフト6位で指名されたが進学希望のため入団を拒否。右の本格派で長身から投げ込む速球が武器。高校時代には12球団のうち11球団のスカウトから誘われたが、一番入団したかった読売ジャイアンツのスカウトからオファーがなかった。大学受験浪人中の翌1968年のドラフトで広島東洋カープから9位指名されるも拒否し、1969年に法政大学進学。
しかし進学後、すぐに肩を痛め2年で中退。当時の法大は山中正竹、横山晴久などの強力投手陣を擁し、出番も見込めなかった。1971年にクラレ岡山に入社。スリークォーターからの速球、カーブを武器に活躍。1972年の都市対抗では1回戦でリッカーミシンを相手に初登板を果たす。
1972年のドラフトで太平洋クラブライオンズから5位指名されるも会社からの慰留もあり、また拒否。翌1973年、クラレ岡山硬式野球部が11月末に廃部。同年のドラフトで近鉄バファローズから3位指名され入団した。1974年にはウエスタン・リーグで最多勝利投手になった。1981年まで在籍したが、ついに一軍昇格を果たせなかった。引退後は会社員となる。

## 詳細情報

### 年度別投手成績
- 一軍公式戦出場なし

### 背番号
- 26 （1974年 - 1980年）
- 52 （1981年）